# Hieracium boratynskii
Utricularia boratynskii — вид рослин із підродини цикорієвих (Cichorioideae).

## Етимологія
Новий вид названо на честь проф. д-ра Адама Боратинського (пол. Adam Boratyński), Інститут дендрології Польської академії наук, Корнік, за його вагомий внесок у вивчення дерев і чагарників Судетів.

## Біоморфологічна характеристика
Hieracium boratynskii подібний до H. canescens subsp. zobelianum з гір Гарц, але відрізняється: (1) голою або майже такою горішньою поверхнею листя, (2) квітконіжками з густими зірчастими волосками і (3) листочками обгортки завдовжки 11–12 мм з численними залозистими волосками.
Hieracium boratynskii , можливо, виник у результаті гібридизації між H. levicaule s. lat., яка поширена в горах Карконоше, та вузьколистого H. schmidtii subsp. jovimontis. Оскільки диплоїдні популяції цих таксонів наразі не відомі в горах Карконоше, така гібридизація, якщо взагалі можлива, має бути надзвичайно рідкісною. В іншому випадку H. boratynskii є реліктовим таксоном, як і багато інших гібридогенних апоміктичних видів Hieracium, ендемічних для цих гір.

## Середовище проживання
Ендемік гір Карконоше в Судетах, Польща, відомий лише з типової місцевості. У 2017 р. популяція H. boratynskii становила декілька рослин, у тому числі три квітучі. Вони росли на субальпійських скелястих луках серед Pinus mugo, на висоті 1350–1370 метрів над рівнем моря.